# Josef Müller-Brockmann

Porträt von Josef Müller-Brockmann

Josef Müller-Brockmann (* 9. Mai 1914 in Rapperswil; † 30. August 1996 in Unterengstringen) war ein Schweizer Grafikdesigner, Typograf, Autor und Lehrer.

## Leben
Müller-Brockmann war Theoretiker und Praktiker der Schweizer Typografie. Er war seit 1952 als Grafiker tätig. 1957 bis 1960 war er an der Kunstgewerbeschule Zürich, 1963 an der Hochschule für Gestaltung in Ulm als Dozent tätig. Er war in den 1960er Jahren Mitglied des International Centers for the Typographic Arts (ICTA). Gestalterisch wurde Müller-Brockmann bei der Porzellanmanufaktur Rosenthal AG in Selb, Deutschland, IBM Europa, Olivetti und den Schweizerischen Bundesbahnen tätig.
Er wurde als „Honorary Designer for Industry“ von der Royal Society of Arts in London 1988, mit der „Goldmedaille des Kantons Zürich für kulturelle Verdienste“ 1987, dem „Middleton-Award“ des American Center for Design in Chicago 1990 sowie den Eidgenössischen Preis für Design 1993 ausgezeichnet.
Müller-Brockmann war seit 1967 mit der japanischen Künstlerin Shizuko Yoshikawa (1934–2019) verheiratet.

## Sein Gestaltungsansatz
Müller-Brockmanns bevorzugte eine sachliche Herangehensweise, die in erster Linie Gedanken vermitteln sollte und erst in zweiter Linie als künstlerische Form zu betrachten war. Die grafische Form sollte dem Thema untergeordnet werden. Seine Entwicklung begann bei der Illustration, jedoch ging er bald zur „sachlichen Grafik“ über, die ihm objektiver erschien. Er konstruierte seine Arbeiten hauptsächlich aus geometrischen Formen, deren Proportionen und Abstände in einem strengen mathematischen Verhältnis zueinander standen, sowie aus typografischen Elementen. Als Schriftarten verwendete er ausschliesslich Grotesk-Schriften. Zur Komposition der Bildelemente verwendete er ein Rastersystem, welches er in seinem Buch Grid systems in graphic design / Rastersysteme für die visuelle Gestaltung näher beschrieb.

## Seine Sicht des Grafikerberufes
Der Beruf des Grafikers ist laut Müller-Brockmann einer der universalsten künstlerischen Berufe. Da der Bereich der Werbung alle beruflichen Gebiete umfasse, sollten Grafiker in der Lage sein, die wirtschaftliche und kulturelle Bedeutung eines Problems zu erfassen. Werde die Arbeit des Grafikers im Druck umgesetzt, so würden die besten Ergebnisse erzielt, wenn der Grafiker auch über technische Kenntnisse verfüge. So könne er den Reproduktionsprozess selbst überwachen und kenne bereits beim Entwurf der Drucksache die Möglichkeiten und Grenzen der Technik. An der Kunstgewerbeschule in Zürich und an der Hochschule für Gestaltung in Ulm setzte Müller-Brockmann seine Ansichten auch konkret in der Lehre um. Außerdem verfasste er ein Kapitel über die „systematische Grafikerausbildung“ in seinem Buch Gestaltungsprobleme des Grafikers.

## Publikationen
- Gestaltungsprobleme des Grafikers. Teufen 1961.
- Geschichte der visuellen Kommunikation. Teufen 1971.
- Geschichte des Plakats. Zürich 1971.
- Grid systems in graphic design / Rastersysteme für die visuelle Gestaltung. Teufen 1981.
- Mein Leben: spielerischer Ernst und ernsthaftes Spiel. Baden 1994.
- Lars Müller: Josef Müller-Brockmann. Baden 1994.